# Straupitz
Straupitz település Németországban, azon belül Brandenburgban. Lakosainak száma 927 fő (2023. december 31.).

## Népesség
A település népességének változása:
| Lakosok száma | 951  | 937  | 926  | 951  | 927  |
|               | 2017 | 2019 | 2021 | 2022 | 2023 |